# Edward Conze
Edward Conze (geb. Eberhard Julius Dietrich Conze; * 18. März 1904 in Forest Hill, London Borough of Lewisham; † 24. September 1979 in Yeovil, Somerset) war ein deutsch-britischer Philologe und Buddhismuskundler. Er gehört zu den ersten westlichen Wissenschaftlern, die sich intensiv mit dem Mahayana-Buddhismus auseinandergesetzt haben, und übersetzte die Prajñāpāramitā aus dem Sanskrit ins Englische.

## Leben
Eberhard Conze war der Sohn von Adele (geb. Köttgen) und Ernst Conze. Er wurde in London geboren, wo sein Vater zu der Zeit Vizekonsul des Deutschen Reichs war. Neben der deutschen Staatsbürgerschaft seiner Eltern hatte der Sohn daher nach dem Geburtsortsprinzip auch Anspruch auf die britische, welche er bei einer Englandreise 1924 erneuerte. Wenige Monate nach seiner Geburt kehrte die Familie nach Deutschland zurück und er wuchs in Langenberg bei Wuppertal auf, wo die vermögenden Familien Conze und Köttgen jeweils eine Seidenfabrik besaßen. Sein Großvater Gottfried Friedrich Conze war ein glühender Monarchist und ehemaliger Abgeordneter im preußischen Landtag, dem es missfiel, dass sein Enkel ausgerechnet am Jahrestag der Pariser Kommune geboren wurde, und der ihm Taufwasser aus dem Jordan brachte, das er von einer Reise ins Heilige Land im Gefolge Kaiser Wilhelms II. mitgebracht hatte. Ein Urgroßvater mütterlicherseits war hingegen der Maler Gustav Adolf Koettgen, ein Freund Friedrich Engels’ und Mitbegründer der kommunistischen Bewegung.
Nach dem Abitur 1923 studierte Conze an den Universitäten Tübingen, Heidelberg, Kiel, Köln und Hamburg Philosophie, Psychologie und Indologie. 1928 promovierte er in Köln bei Max Scheler zum Thema Der Begriff der Metaphysik bei Franciscus Suarez. In seiner Zeit in Heidelberg kam der junge Marxist Conze erstmals bei Max Walleser (1874–1954) mit dem Buddhismus in Berührung. 1932 publizierte er die Monographie Der Satz vom Widerspruch, eine marxistische Analyse des gleichnamigen Prinzips bei Aristoteles und Conzes philosophisches Hauptwerk. Bis 1933 war Conze laut seinen Memoiren ein „glühender Jungkommunist“ und Mitglied der KPD.
Nach der Machtübernahme der Nationalsozialisten, die sein Buch verbrannten, verließ Conze im Juni 1933 Deutschland und konnte sich dank seiner britischen Staatsbürgerschaft in England niederlassen. Dort änderte er seinen Vornamen von Eberhard in Edward. Durch seine Bekanntschaft mit Har Dayal und den Schriften von D. T. Suzuki kam er erneut mit dem Buddhismus in Kontakt. Vom Kommunismus wandte er sich in dieser Zeit schrittweise ab, nahm aber erst während einer Reise in die Sowjetunion 1960 „endgültigen Abschied“ von dieser Ideologie. 1946 begann Conze mit der Übersetzung des Herz-Sutras seine jahrelange Übersetzungstätigkeit im Feld der Prajnaparamita-Literatur. Bis zu Conze waren nur sehr wenige Teile davon (u. a. durch I. J. Schmidt und Eugène Burnouf) in westliche Sprachen übersetzt worden. In London begegnete er dem sieben Jahre jüngeren E. F. Schumacher, der seine Vorlesungen besuchte und beeinflusste ihn stark. Beide entwickelten sich nach der Emigration von enthusiastischen Marxisten zu britischen Sozialisten.
Edward Conze empfand sich selbst als Buddhist, aber er weigerte sich, die buddhistischen Kulturen in Asien zu besuchen und beschränkte sich auf das Erforschen klassischer Texte. Volker Zotz stellte dazu fest: „Er war sich bewußt, daß seine Ideale kaum der Realität jener Länder standhielten, in denen man sich offiziell zu ihnen bekennt.“

## Werke (Auswahl)
- 1932: Der Satz vom Widerspruch. Zur Theorie des dialektischen Materialismus. (Hamburg 1932; Neuauflage mit einer historischen Skizze zum Werk Conzes von Joachim Schumacher, Frankfurt 1976, ISBN 3-8015-0137-X)
- 1939 (postum veröffentlicht): The Psychology of Mass Propaganda. Herausgegeben von Richard N. Levine, Nathan H. Levine. Routledge, New York/Abingdon (Oxon) 2023.
- 1951: Buddhism. Its Essence and Development. (London 1951)
  - dt.: Der Buddhismus. Wesen und Entwicklung. 10. Aufl. Kohlhammer, Stuttgart u. a. 1995, ISBN 3-17-013505-8, (Kohlhammer-Urban-Taschenbücher Bd. 5)
- 1957: Im Zeichen Buddhas. Fischer Bücherei, Frankfurt am Main u. a. 1957, (Fischer-Bücherei 144)
- 1960: The Prajñāpāramitā Literature. (Den Haag 1960, revidiert und durchgesehen Tōkyō 1978)
- 1962: Buddhist Thought in India. Three Phases of Buddhist Philosophy. (London 1962)
  - dt.: Buddhistisches Denken. Drei Phasen buddhistischer Philosophie in Indien. 2. Aufl. Suhrkamp (st 1772), Frankfurt am Main 1994, ISBN 3-518-38272-1, (Conzes Hauptwerk in der Nachkriegszeit)
- 1967: Thirty Years of Buddhist Studies. (Oxford 1967)
- 1975: Further Buddhist Studies. (Oxford 1975, ISBN 0-85181-009-8)
- 1979: The Memoirs of a Modern Gnostic, Part I, Life and Letters and Part II, Politics, People and Places. Sherborne (U.K.): The Samizdat Publishing Company, 1979. v + 160 and vi + 162 pages. Appendices and Index.[10]
- 1986: Eine kurze Geschichte des Buddhismus. 4. Auflage, Suhrkamp, Frankfurt am Main 1994.
  - Taschenbuchausgabe bei Insel (it 3090), Frankfurt am Main u. a. 2005, ISBN 3-458-34790-9

## Einzelbelege
1. 1 2 3  Richard N. Levine, Nathan H. Levine: Editors’ Introduction. In: Edward Conze’s The Psychology of Mass Propaganda. Routledge, New York/Abingdon (Oxon) 2023, S. xvii.
2. ↑  Urgyen Sangharakshita: Great Buddhists of the Twentieth Century. In: The Essential Sangharakshita. A Half-Century of Writings from the Founder of the Friends of the Western Buddhist Order. Wisdom Publications, Somerville (MA) 2009, S. 641 ff., hier S. 655.
3. ↑  Jayarava Attwood: Edward Conze: A Call to Reassess the Man and his Contribution to Prajñāpāramitā Studies. In: Journal of the Oxford Centre for Buddhist Studies (JOCBS), Band 19 (2020), S. 22–51, hier S. 26.
4. ↑  Holger Heine: Introduction. Aristotle, Marx, Buddha: Edward Conze’s Critique of the Principle of Contradiction. In: Edward Conze: The Principle of Contradiction. Lexington Books, Lanham (Maryland)/London 2016, S. xvi–xvii.
5. ↑  Holger Heine: Introduction. Aristotle, Marx, Buddha: Edward Conze’s Critique of the Principle of Contradiction. In: Edward Conze: The Principle of Contradiction. Lexington Books, Lanham (Maryland)/London 2016, S. xiii–xiv.
6. ↑  Holger Heine: Introduction. Aristotle, Marx, Buddha: Edward Conze’s Critique of the Principle of Contradiction. In: Edward Conze: The Principle of Contradiction. Lexington Books, Lanham (Maryland)/London 2016, S. xiv–xv, xxvi.
7. ↑  Richard N. Levine, Nathan H. Levine: Editors’ Introduction. In: Edward Conze’s The Psychology of Mass Propaganda. Routledge, New York/Abingdon (Oxon) 2023, S. xvii–xviii.
8. ↑  Walter G. Moss – The Wisdom of E.F. Schumacher (2010)  bei wisdompage.com
9. ↑  Volker Zotz: Auf den glückseligen Inseln. Buddhismus in der deutschen Kultur. Berlin 2000, S. 170 (ISBN 3-89620-151-4)
10. ↑  vgl. die Rezension von Roger Jackson in: The Journal of The International Association of Buddhist Studies, Volume 4, 1981, S. 102–106

| Personendaten    | Personendaten                                 |
| ---------------- | --------------------------------------------- |
| NAME             | Conze, Edward                                 |
| ALTERNATIVNAMEN  | Conze, Eberhard Julius Dietrich (Geburtsname) |
| KURZBESCHREIBUNG | englischer Philologe und Buddhismuskundler    |
| GEBURTSDATUM     | 18. März 1904                                 |
| GEBURTSORT       | Forest Hill, London Borough of Lewisham       |
| STERBEDATUM      | 24. September 1979                            |
| STERBEORT        | Yeovil, Somerset                              |